# Служилые люди

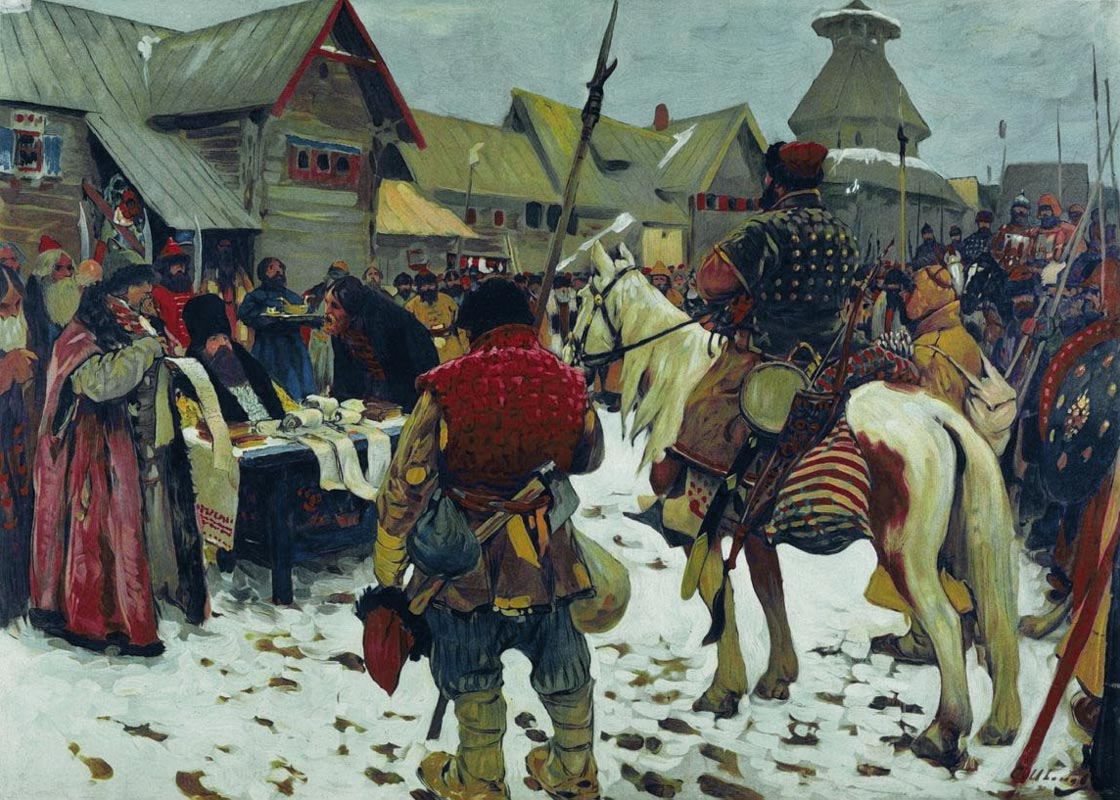
«Смотр служилых людей». С. В. Иванов. Картина не позднее 1907 года

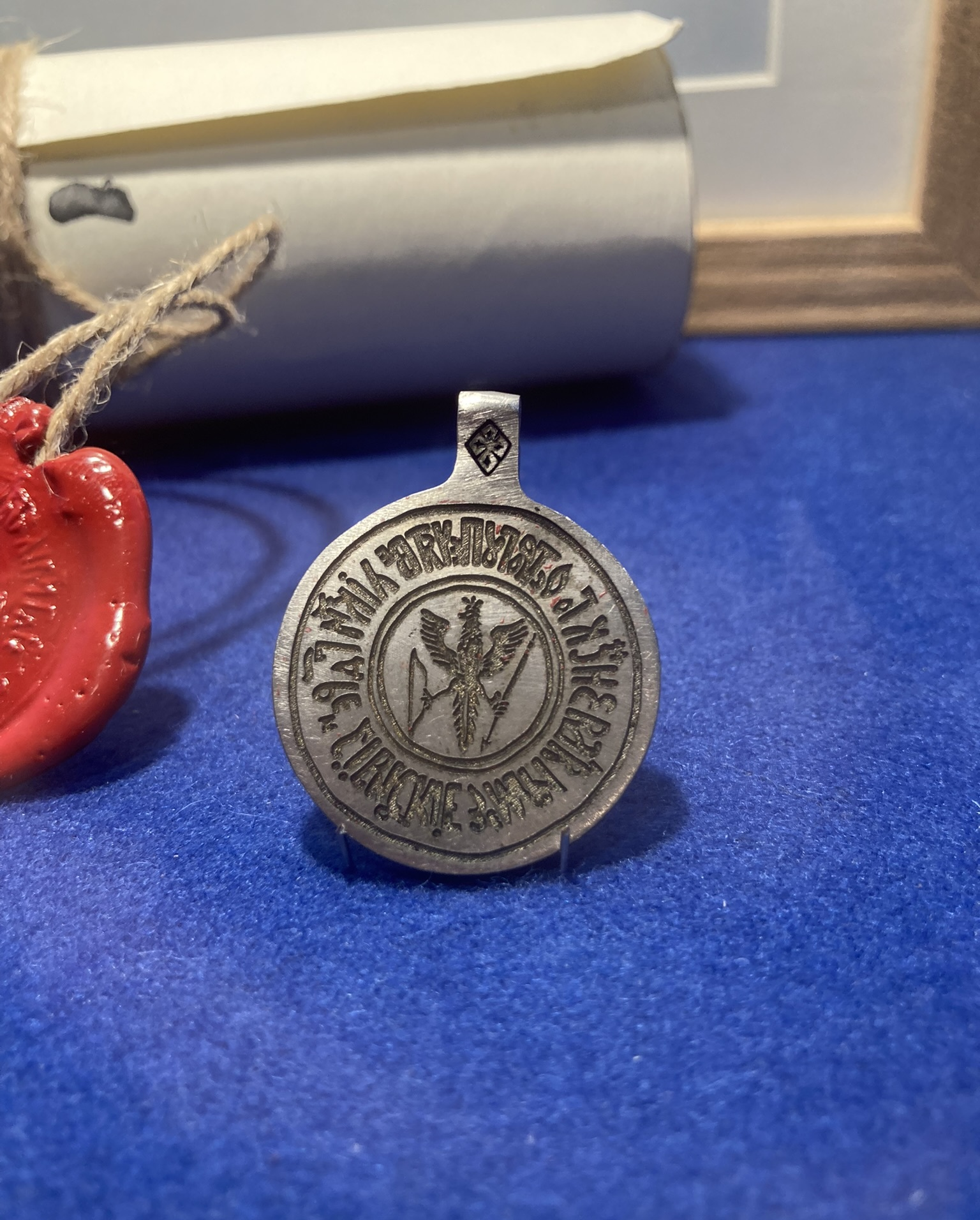
Реконструкция серебряной Государственной печати для Албазинского острога (в Даурии) с целью оформления сбора ясачной казны. Изготовлена в Москве. На ней вырезан орёл одноглавый, который держит лук и стрелу, а вокруг той печати вырезан текст: «ПЕЧАТ ВЕЛИКИХ Г[О]С[У]Д[А]РЕЙ СИБИРСКИЕ ЗЕМЛИ АЛБАЗИНСКОГО ОСТРОГУ». Отправлена с царской грамотой 31 августа 1683 года. Музей «Стрелецкие палаты»

Служи́лые лю́ди (чины служилые) — в России XIV—XVIII веков общее название лиц, обязанных нести военную или административную службу в пользу государства.

## Предыстория
Упоминания о государевых служилых людях, как несущих службу на рубежах Древнерусского государства, встречается ещё с XI века.
Вольных бояр и слуг в течение XIV века сменили закрепощённые служилые люди. Это были несвободные люди на военной и административной службе (знакомцы или послужильцы — холопы ) великих и бывших удельных князей, а также бояр. На время службы они наделялись землёй (на условном праве) — поместьем, то есть по месту службы. Основной обязанностью становилась служба не отдельному феодалу, а государству в целом во главе с великим князем.
До 1560-х годов поместная система обеспечивала материальный фундамент военной службы дворян и боеспособность поместного войска. Правила службы дворянского ополчения регулировались Уложением о службе 1556 года. Все служилые люди «по отечеству» обязаны были становиться на службу «конны, оружны и людны» (на коне, с оружием и с людьми). Согласно Уложению 1556 года с поместья в 100 четвертей давали одного конного вооружённого воина. В том числе боевых холопов «на коне в доспесе в полном, а в далный поход о дву конь». Разорение 1570-1580-х годов и Смута привели к краху поместной системы, к политическим и военным реформам, которые позволили государству как вести затяжные боевые действия, так и поправить материальное положение служилых людей и хозяйств:85,90.
«...различные роды службы и обозначались на московском служилом языке словами: „служба государева дальняя, служба ближняя и служба городовая или осадная“. Дворяне выборные и дети боярские дворовые несли дальнюю службу. Кроме того, выборные дворяне по известной очереди посылались для отправления разных обязанностей при дворе и в столице.»
Именно в правление Ивана Грозного сложился однородный служилый класс дворян и детей боярских (из потомков князей, вольных слуг и других разрядов). Наименование слуга было более почётным в удельное время, чем наименование человек такого-то князя или боярина.
С военных реформ Ивана IV и до реформ Петра I (с XVI по XVIII вв.) термин «служилые люди» стал использоваться более широко, обозначая лично свободных людей на службе. Значительная часть служилых людей стала частью низшего феодального разряда.

## О классификации и обязанностях

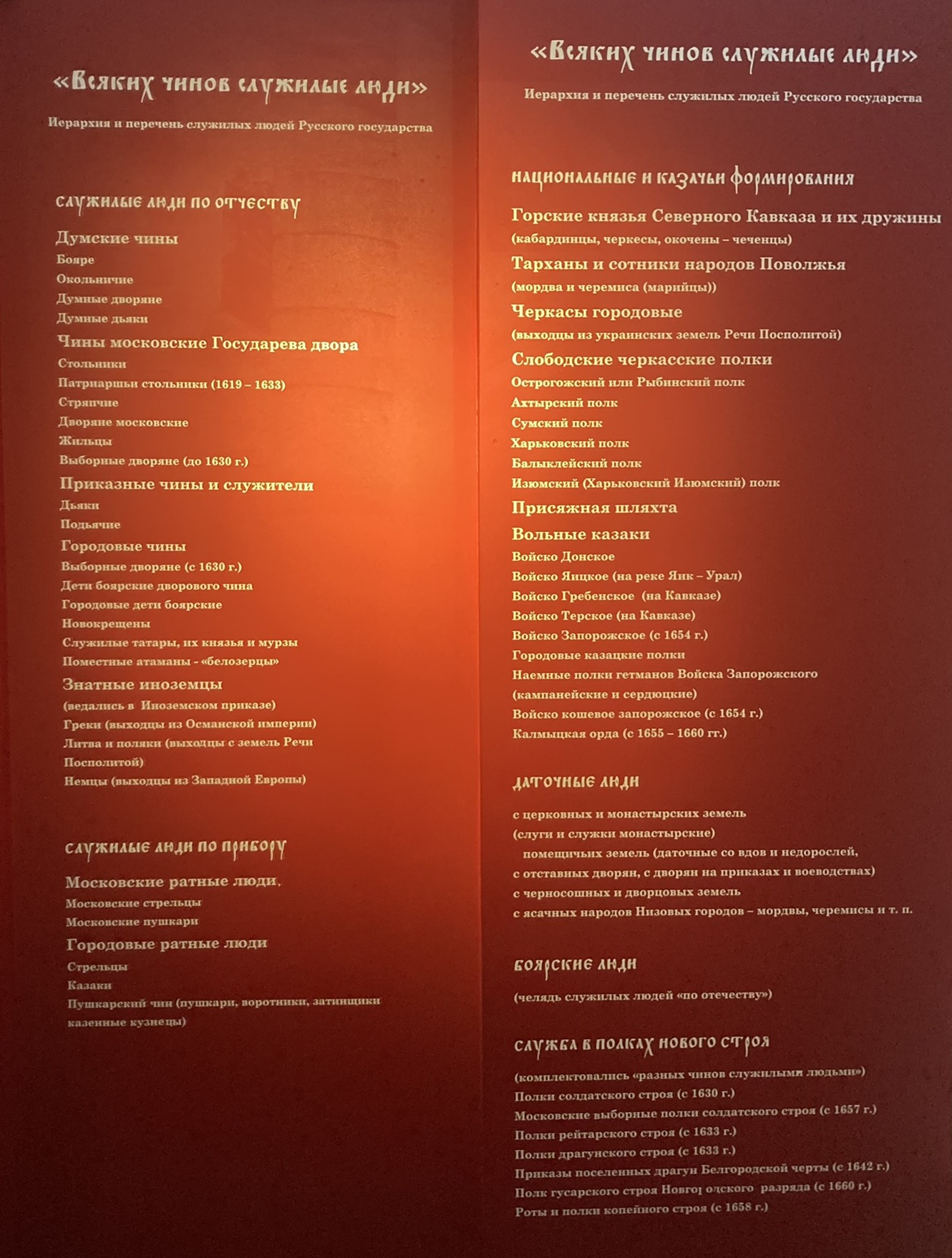
«Всяких чинов служилые люди». Иерархия и перечень служилых людей Русского государства по версии Музея Московских стрельцов «Стрелецкие палаты».

Служилые чины составляли первую группу чинов Московского государства, затем шли чины тяглые и нетяглые, в соответствии с их хозяйственным и государственным положением.
Служилые люди на начало XVIII века входили в категорию населения «жалованные люди». Вместе с ясачными и посадскими людьми, а также государственными крестьянами составляли основную численность населения страны.
Служилые люди в Русском государстве делились на категории — «по отечеству» и «по прибору». Термины определены В. О. Ключевским (курс лекций «История сословий в России») и закреплены Н. П. Павловым-Сильванским (работа «Государевы служилые люди»).
Обязанности служилых людей в XVII веке ограничивались только физическими возможностями и традицией, строго не регламентировались и были чрезвычайно широки, при этом они получали земельное, денежное и натуральное жалование, освобождались полностью или частично от «тягла» — налогов и различных повинностей.
Открытие новых земель и дальние экспедиции также обеспечивались служилыми людьми. Например, был организован поход в 1632 году из Москвы на реку Лену, в Мангазею. В многолюдной экспедиции землепроходца В. Пояркова, которая отправилась в июне 1643 года на Амур из Якутска из 132 человека — 112 были служилыми.

## Служилые люди «по отечеству»
Список бояр и окольничих, и дворян, соторые сл[ужат] из выбора 85-го
- Бояре [7 ч.]
- Окольничие [5 ч.]
- Дворецкой [1 ч.]
- Кравчей [1 ч.]
- Казначей [1 ч.]
- Постельничие [2 ч.]
- Печатник [1 ч.]
- На Земском дворе [2 ч.]
- На Пушечном приказе [2 ч.]
- Сокольничей [1 ч.]
- Ловчей [1 ч.]
- Стольники [27 ч.]
- Стряпчие с платьем [2 ч.]
- Стряпчие с чёботы [6 ч.]
- Жильцы [32 ч.]
- [Дворяне] [56 ч.]

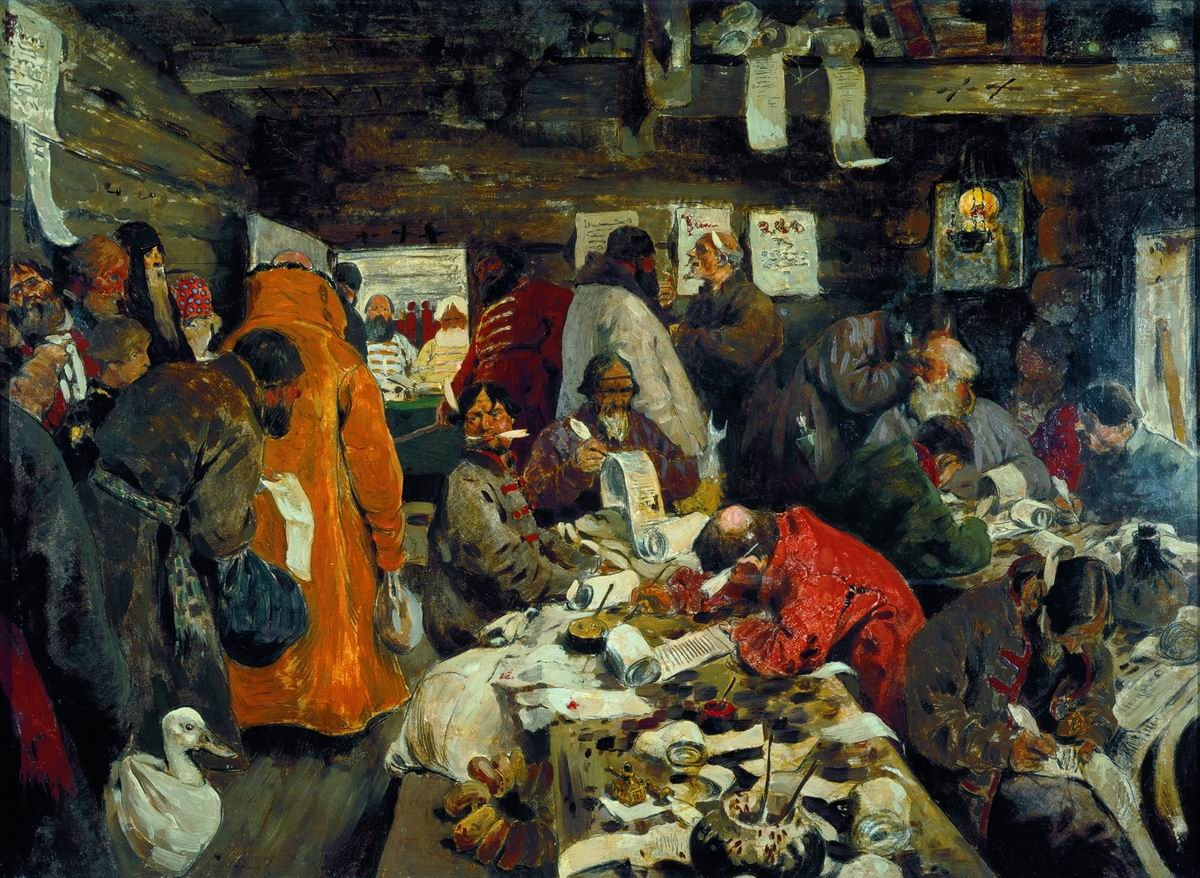
«В приказе московских времен». С. В. Иванов. Картина 1908 года

- далее по городам и по четям [181 ч.]

К служилым людям «по отечеству» (юридически привилегированный класс) относились чины и разряды:
- боярские (думные[18], в Государевой думе[14]): 
  - бояре;
  - окольничие;
  - думные дворяне;
  - думные дьяки.
- дворцовые[6] (придворно-дворцовая служба): 
  - путные бояре.
- московские (люди «московского списка»[23], члены Государева двора[24])[18]:
  - стольники и т.д.;
  - стряпчие;
  - дворяне московские (столичные[25]);
  - жильцы (дворовые[25], из выборных дворян и детей боярских[26]);
  - высший штат приказов.
- городовые (или уездные[6]) — основная масса феодалов, дворянского ополчения[6], провинциальная служилая знать[24] в т.ч. дети боярские, в которые входили группы[18]:
  - «выбор» (дворяне выборные из тысячников, городовое дворянство, в мирное время служили поочерёдно в Москве и назывались жильцами[27]);
  - дворовые дети боярские (по дворовому списку[25] из городовых[27]);
  - городовые дети боярские (городовая или осадная служба[25]);
  - «статьи» «помещиков детей боярских лутчих слуг» 1000 человек (тысячники) первоначально, три по количеству четвертей земли (четей, полудесятин[28]) по Приговору царя 1 октября 1550 года до Указа 1587 г.[29]:
    - первая статья (поместье по 200 четей);
    - вторая статья (поместье по 150 четей);
    - третья статья (поместье по 100 четей в поле или 150 десятин в трех полях, осталось после Указа 1587 г.)

Бояре — 200 четей.

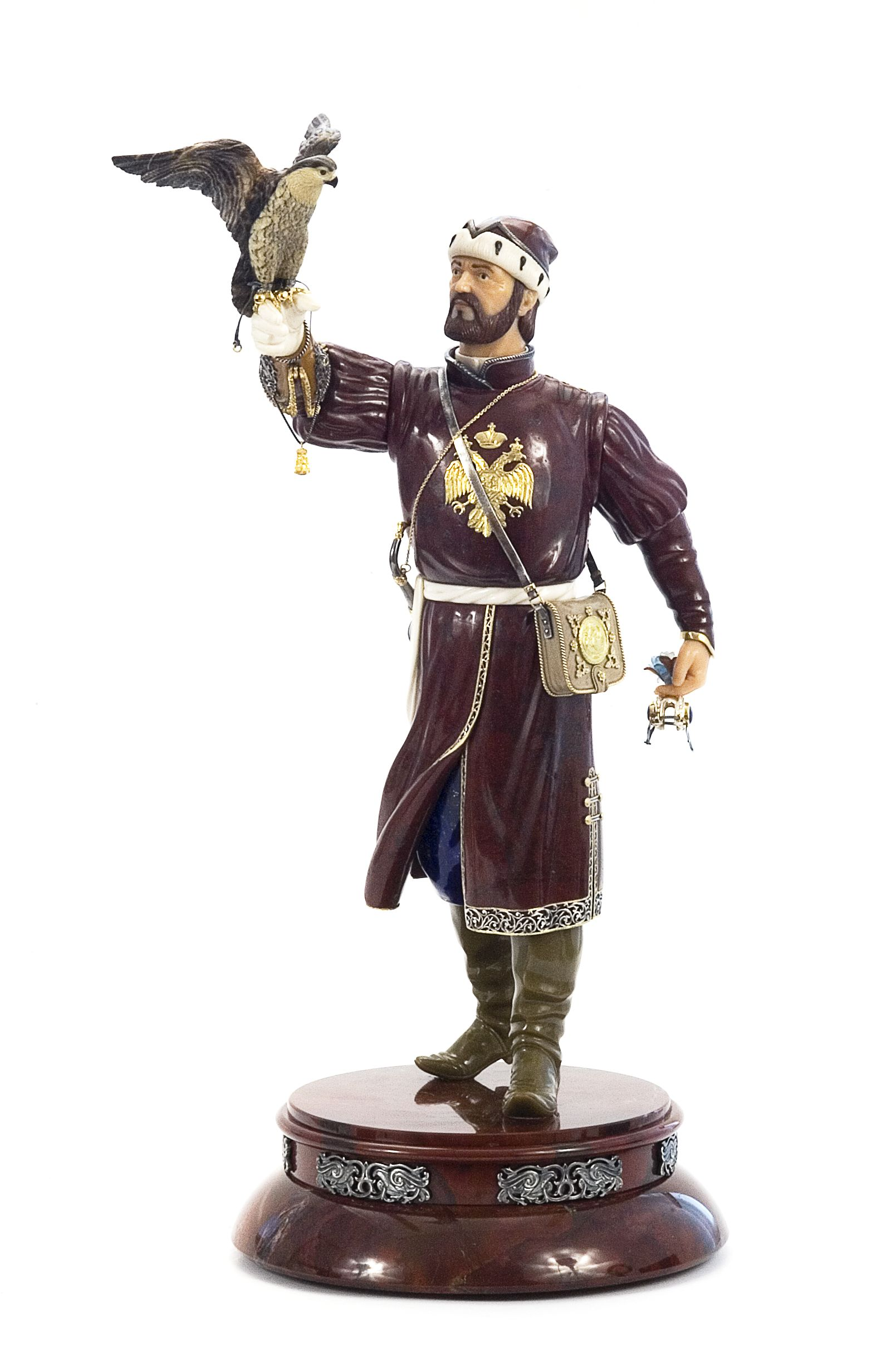
Сокольничий (сокольник) Алексея Михайловича Романова с соколом-кречетом. Снаряжение: отделанная горностаем шапка; тёмно-красный суконный кафтан, шитый золотом; пояс; сафьяновые сапоги; богатая перчатка из выделанной кожи для защиты от когтей сокола с золотой бахромой и обшивками; клобучок из золотого шёлка (в левой руке); сумка с геометрическими и растительными скифскими мотивами и птицей Сирин; охотничий рожок.
Реконструкция: Ювелирный дом Моисейкин

Окольничие и думные дьяки — 150 четей.

Стольники, стряпчие и дворяне московские — 100 четей.

Выборные дворяне из городов — 75 четей.

Жильцы — 50 четей.
Боярские и московские чины — аристократическая, наиболее влиятельная часть класса феодалов. Думные чины занимали высшие командные должности — шли в большие полковые, полковыми воеводами, воеводами в пограничные города. Наиболее знатные из бояр командовали всем войском. Жильцы охраняли царский двор, выполняли поручения, а в военное время служили телохранителями, в составе царского полка, назначались головами сотен поместного ополчения.

Из столичных стряпчих и других московских чинов составлялся «государев полк», соответствующий нынешней гвардии. Люди московских чинов назначались также головами или даже воеводами, т. е. офицерами или полковниками в армейские полки, а также служили органами низшей администрации.

Первые две группы городовых чинов составляли верхушку провинциальных феодалов и служили резервом для московского чина. Тысячники в мирное время служили «для посылок», во главе приказов, наместниками, волостелями, тиунами, городничими, городовыми воеводами, осадными головами (в пограничных городах). Их назначали для дозора засек, на строительство городов и пограничных укреплений, посылали для описи, межевания и дозора земель, для переписи тяглого населения. В военное время — командный состав «государева полка» и в свите царя, а также — полковыми воеводами, головами (сотенными, стрелецкими, казачьими, у посохи, обоза, у наряда), а также в качестве квартирьеров и наблюдателей за состоянием дорог, мостов и перевозов и др.
Делами и службой ведал Разрядный приказ. Поместный приказ занимался наделением землёй («дачей в оклад»). В Десятнях записывали фамильный состав территориальных, служилых корпораций:85 со служебным положением каждого феодала.
I статья — 50 руб. — 800 четей. — 100 душ крестьян.

II статья — 30 руб. — 500 четей. — 50 душ крестьян.

III статья — 20 руб. — Поместье. — 30 душ крестьян.

IV статья — 15 руб. — 300 четей. — 20 душ крестьян.
За обязанность военной или административной службы в пользу государства (как правило с 15 до 60 лет) получали денежное и земельное жалование в соответствии чину и его разряду, право владеть землёй и крестьянами. Статус передавался по наследству от отца к сыну или от дяди к племяннику, поэтому и назывались «по отечеству». Категория стала источником формирования дворянского сословия.
На южных рубежах Русского государства основу служилых «по отечеству» составляли мелкопоместные «дети боярские», не владевшие крепостными и обрабатывающие землю коллективными усилиями — силами своих семей (включая «подпомощников» — родственников, а также пришлых работников — «подсуседков» и «захребетников», привлекаемых на поместный надел на время несения службы главами семей).
| Чины                                               | 7158 | 7160 | 7161 | 7162-7163 | 7165 | 7167 | 7169 | 7170 | 7171 | 7172 (сент) | 7172 (нояб) | 7174 | 7175 | 7176 |
| -------------------------------------------------- | ---- | ---- | ---- | --------- | ---- | ---- | ---- | ---- | ---- | ----------- | ----------- | ---- | ---- | ---- |
| Бояре                                              |      |      |      |           |      |      |      |      |      |             |             |      |      |      |
| Окольничие                                         |      |      |      |           |      |      |      |      |      |             |             |      |      |      |
| Кравчий                                            |      |      |      |           |      |      |      |      |      |             |             |      |      |      |
| Казначей                                           |      |      |      |           |      |      |      |      |      |             |             |      |      |      |
| Постельничий                                       |      |      |      |           |      |      |      |      |      |             |             |      |      |      |
| Думные дворяне                                     |      |      |      |           |      |      |      |      |      |             |             |      |      |      |
| Печатник                                           |      |      |      |           |      |      |      |      |      |             |             |      |      |      |
| Думные дьяки                                       |      |      |      |           |      |      |      |      |      |             |             |      |      |      |
| Стряпчий с ключом                                  |      |      |      |           |      |      |      |      |      |             |             |      |      |      |
| Ясельничий                                         |      |      |      |           |      |      |      |      |      |             |             |      |      |      |
| Московский ловчий                                  |      |      |      |           |      |      |      |      |      |             |             |      |      |      |
| Стольники                                          |      |      |      |           |      |      |      |      |      |             |             |      |      |      |
| Стольники в рейтарской службе                      |      |      |      |           |      |      |      |      |      |             |             |      |      |      |
| Вновь пожалованные в стольники                     |      |      |      |           |      |      |      |      |      |             |             |      |      |      |
| Стряпчие                                           |      |      |      |           |      |      |      |      |      |             |             |      |      |      |
| Стряпчие на рейтарской службе                      |      |      |      |           |      |      |      |      |      |             |             |      |      |      |
| Вновь пожалованные в стряпчие                      |      |      |      |           |      |      |      |      |      |             |             |      |      |      |
| Дворяне московские                                 |      |      |      |           |      |      |      |      |      |             |             |      |      |      |
| Дворяне в рейтарском строе                         |      |      |      |           |      |      |      |      |      |             |             |      |      |      |
| Вновь пожалованные в дворяне московские            |      |      |      |           |      |      |      |      |      |             |             |      |      |      |
| Иноземцы                                           |      |      |      |           |      |      |      |      |      |             |             |      |      |      |
| Иноземцы «в рейтарех»                              |      |      |      |           |      |      |      |      |      |             |             |      |      |      |
| Вновь пожалованные в иноземцы                      |      |      |      |           |      |      |      |      |      |             |             |      |      |      |
| Отставные стольники                                |      |      |      |           |      |      |      |      |      |             |             |      |      |      |
| Отставной стряпчий                                 |      |      |      |           |      |      |      |      |      |             |             |      |      |      |
| Отставные дворяне московские                       |      |      |      |           |      |      |      |      |      |             |             |      |      |      |
| Дворяне московские, отставленные в ___ году        |      |      |      |           |      |      |      |      |      |             |             |      |      |      |
| Дворяне московские, отставленные от дальней службы |      |      |      |           |      |      |      |      |      |             |             |      |      |      |
| Дьяки по приказам                                  |      |      |      |           |      |      |      |      |      |             |             |      |      |      |
| Дьяки по городам                                   |      |      |      |           |      |      |      |      |      |             |             |      |      |      |
| Дьяки «не у дел»                                   |      |      |      |           |      |      |      |      |      |             |             |      |      |      |
| Дьяки (общий перечень)                             |      |      |      |           |      |      |      |      |      |             |             |      |      |      |
| Вновь пожалованные в дьяки                         |      |      |      |           |      |      |      |      |      |             |             |      |      |      |

## Служилые люди «по прибору»
На Саратове:
- Федор Иванов сын Чемоданов, а с ним:
- детей боярских 18 ч.,
- пушкарей 4 ч.,
- воротников 2 ч.,
- толмач 1 ч.,
- вож 1 ч.,
- с головою да
- с 3 ч. сотники
- конных и пеших 350 ч. стрельцов;
- на Саратове ж на годовой из Еранска, из Кузмодемьянска из Уржума с сотником 100 ч. стрельцов пеших.

Знамя 9 конной стрелецкой сотни (реконструкция): жёлтые звёзды и крест на голубом фоне с жёлтой каймой. XVII век.

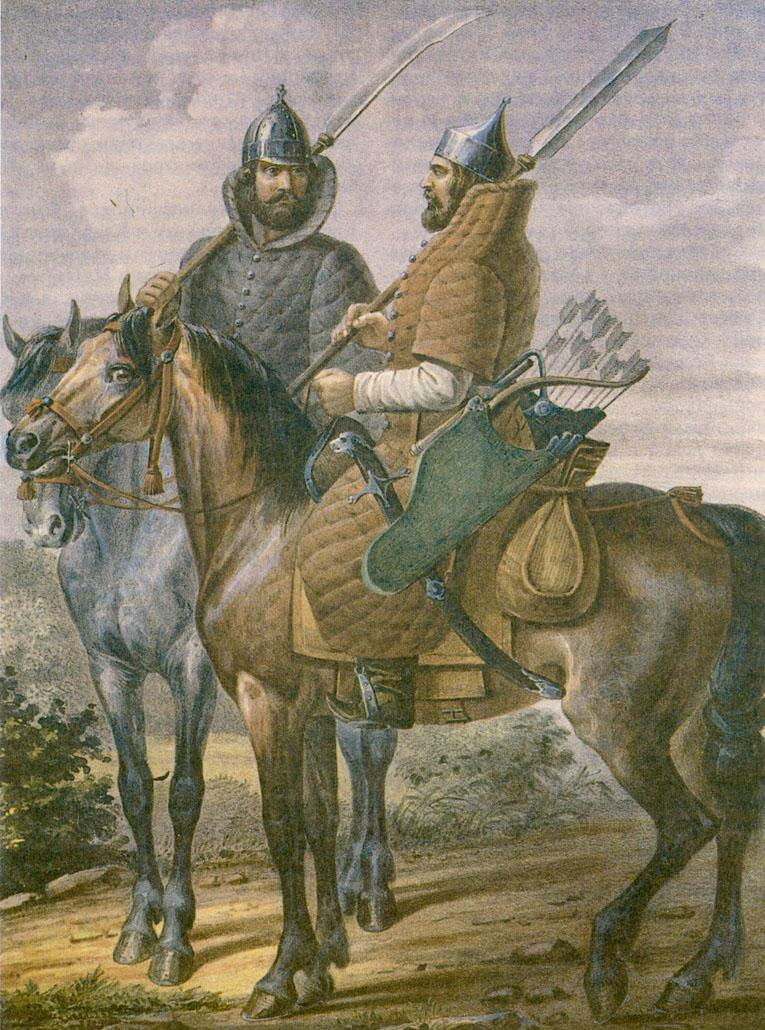
Ратники в тегиляях и шапках железных.

Новая категория «приборный служилый человек» оформилась в процессе военных реформ (с середины XVI века) и мероприятий по укреплению рубежей страны (на порубежных местах; для оберегания пограничных мест, острожков и домов; т.н. сторожевая станичная служба) из охотников (охочих людей), людей разных классов, преимущественно из свободных от государственного тягла. В том числе из свободных элементов городского населения (разночинцев: вольных, гулящих людей, посадских людей), черносошного крестьянства и частично разорившихся служилых людей «по отечеству» (малопоместных или беспоместных детей боярских). А также (из царских указов): из дьяков, подьячих, дворовых людей, конюхов, губных старост, государевых приказчиков, вдов и недорослей, находившихся в городах в «прожиточных» поместьях.
Эти чины занимали середину между природным дворянством и тягловыми людьми. Служба оплачивалась денежным, земельным и, в некоторых районах колонизации, хлебным (натуральным) жалованием. Служилые люди «по прибору» были как постоянного, так и переменного состава (годовальщики).

Первоначально люди этих чинов зачислялись на службу временно только на известный поход и распускались по окончании его. Но в XVII столетии и приборные люди становились постоянными ратниками, служившими до своей смерти, до старости или до болезни. Эти приборные чины отличались от служилых по отечеству тем, что не составляли служебной иерархии, а считались равными между собою; отличались родом службы, а не достоинством звания. Потому в них не было иерархического движения.

К служилым людям «по прибору» относились:
- стрельцы ➤ (постоянная пехота, возникшая в начале XVI века[10]): 
  - московские стрельцы (выборные, охрана царя[23]);
    - стремянные (конные)[31];

  - городовые[31];
  - «технические» должности[46]: 
    - знаменосцы;
    - писари;
    - лекари;
- казаки ➤:
  - городовые[47]:
    - сторожевые (выезжали в степь по определённым маршрутам с целью наблюдения[48]);
    - полковые («казаки рядовой службы», которые несли по городу и уезду конную службу, на время войны отправлялись в полки – русское войско[49]);

  - кормовые (служат не более пяти лет, на этом положении находились казаки-новокрещены: мусульмане, язычники или представители иных конфессий, перешедших или крестившихся в православие[50]);
  - поместные (в т.ч. атаманы, просуществовали недолго[48]);
  - беломестные (освобожденные — «обеленные» от податей отряды вольных казаков, просуществовали недолго)[51];
- низшие разряды служилых людей[52]:
  - рядовой состав походной и крепостной артиллерии[1] ➤ (артиллерийская прислуга[10]):
    - артиллеристы;
    - пушкари;
    - затинщики (служители при затинных пищалях — крепостных орудиях[10]);
    - воротники (охраняющие ворота в городах и острогах-крепостях[53]);
    - казённые[52] кузнецы и плотники (исправлявшие повреждение в орудиях[53]).

  - сборные люди[54];
  - посошные люди[54];
- низшие должности административного аппарата[24]:
  - подьячие;
  - писцы.

С XVII века, в результате военной реформы Алексея Михайловича 1658 года:
- пограничные казаки[10];
- рядовой состав большинства полков «нового строя» (только на время войны и постоянные — солдатские и драгунские[52][10]):
  - рейтары;
  - солдаты;
  - драгуны.

Служилые люди по прибору поселялись в городах слободами и наделялись мелкими земельными участками казённой земли, схожими с тягловыми наделами посадских людей, только их тягло своего рода была служба. Они сами обрабатывали землю и промышляли своими руками. Многие из них, живя в городах, занимались торговлей и промыслами и благодаря податным льготам, вели свои дела успешнее посадских людей. Например, богатым предпринимателем был рядовой конный стрелец Артюшка Маланьин, которому огромный по тому времени капитал позволил владеть рыбными ловлями в районе Саратова с годовым откупом 40 руб. 5 алтын 5 денег, что составляло около десяти годовых окладов рядовых стрельцов. Поэтому Уложение 1649 года постановило, что служилые люди по прибору, будучи свободны от тяглых служеб (натуральных повинностей) и податей, обязаны платить таможенные пошлины с промыслов и оброк с лавок. Служившие на порубежье обрабатывали «дворцовую десятину».
Дети боярские — 6—15 руб.

Сотник конных стрельцов — 12 руб.

Сотник пеших стрельцов — 10 руб.

Стрелецкий конный пятидесятник — 7,5 руб.

Рядовой конный стрелец — 6 руб.

Пеший стрелец — 4 руб.

Стрелецкий пеший пятидесятник — 5,5 руб.

Начальник над пушкарями — 5 руб.

Пушкарь — 4,5 руб.
Состояние приборного служилого человека было наследственным также, как сына боярского: стрелецкие дети по общему правилу прибирались в стрельцы, казацкие дети — в казаки. Этот разряд лиц не имел наследственной замкнутости и постоянно пополнялся притоком новых сил из различных классов: в стрельцы и казаки время от времени прибирались всякие вольные люди («вольные охочие люди»), то есть только свободные, из местного посадского населения. Прозвище «Прибора» стало позже фамилией тех, чьи предки были служилыми людьми «по прибору».
Пятидесятник (стрелец)  — 14 четвертей земли.

Десятник (стрелец) — 13  » ».

Рядовой стрелец — 12  » ».

Пятидесятник (казак)  — 40  » ».

Десятник (казак) — 30  » ».

Рядовой полковой казак — 20  » ».
В Царицыне стрельцы получали жалование несколько больше, чем в Саратове, но после челобитных в Москву, жалование уровняли. Конные стрельцы стали получать по 7 руб., пешие – по 4,5 руб., их пятидесятники – по 6 руб.
В полки нового строя набирали из сборных, посошных и даточных людей (из населения, которое не несло воинской и тяглой повинностей). Солдат селили на шведской границе, драгун — на северо-западе и, преимущественно, южной окраине. В рейтары и драгуны охотно переходило часть городового казачества, так как этот процесс мог сопровождаться переводом «приборных» («верстанием») в «дети боярские». Таким образом, служилые «по прибору» на границе переходили в низшие ряды господствующего класса. Эта смена социального статуса постепенно начала сопровождаться «испомещением» — получением земель по поместным окладам и на основе новых принципов владения, что вызвало социальный раскол внутри «прибора».
Сложность службы заключалась в том, что необходимо было одновременно исполнять обязанности и вести хозяйство, что нередко приводило «приборных» людей к разорению. Шацкие казаки (города Шацкого) писали: «и быти в службе в зиму и лето беспрестанно, а дана земля лежит в пусте потому, что пахать хлеб некому». Также фиксировались случаи притеснений и задержки выплаты жалования, в условиях разорённости страны и невеликой возможности государственной казны:87. Например, в 1684 году темниковские пушкари Данилы Сергеева «с товарищи 29 человек» подали челобитную о том, что им недоплачено жалования за 1682—1684 годы. Всё это порождало недовольство и способствовало участию в волнениях, а также бегству от службы или переводу в другие крепости. Тем не менее чаще, чем «недодачу», служилые люди получали оклад авансом на год и даже на несколько лет вперёд, а также могли при получании жалования в срок «переимать» его сверх оклада.
| Категория                              | 1630 год | 1630 год | 1663 год | 1663 год | 1699 год | 1699 год |
|                                        | Чел.     | %        | Чел.     | %        | Чел.     | %        |
| -------------------------------------- | -------- | -------- | -------- | -------- | -------- | -------- |
| Служилые по отечеству и начальные люди | 48       | 6,6 %    | 105      | 6,4 %    | 275      | 12,8 %   |
| Литовский список                       | 116      | 15,3 %   | 106      | 6,4 %    | 219      | 10,2 %   |
| Новокрещенский список                  | 30       | 4,2 %    | 19       | 1,2 %    | 48       | 2,2 %    |
| Конные казаки                          | 71       | 9,5 %    | 97       | 5,8 %    | 196      | 9,1 %    |
| Пешие казаки                           | 107      | 14,2 %   | 56 0     | 34,2 %   | 650      | 30 %     |
| Стрельцы                               | 100      | 13,7 %   | 499      | 30,3 %   | 501      | 23,3 %   |
| Пушкари и затинщики                    | 6        | 0,8 %    | 10       | 0,6 %    | 11       | 0,5 %    |
| Юртовские служилые татары              | 252      | 34,5 %   | 249      | 15,1 %   | 256      | 11,9 %   |

Динамика состава военно-служилого населения Тобольска в XVII веке
В состав русского войска входили служилые татары, которые были задействованы «на западной и юго-восточной украине государства». Представителей коренного населения Сибири, которые приняли крещение (новокрещены), специальный указ разрешал верстать в службу. Это были, например, кодские ханты — «служилые остяки», татарская военная знать на царской службе (фигурируют как служилое население в самых ранних документах освоения Сибири, конец XVI — начала XVII веков).
В числе иноземных воинов были черкасы, например, Путивльские. Других иностранцев в XVI веке было ещё очень мало по мнению Флетчера, в том числе греков, датчан, турок и др. Горсей упоминает поляков, шведов, голландцев и шотландцев. В начале XVII века выходцы из-за рубежа (военнопленные, переведенцы, ссыльные) — литва, черкасы, и «немцы», как служилое население, также пополняли первые гарнизоны Сибири (упоминаются в наказах, царских грамотах, многих воеводческих отписках конца XVI — начала XVII веков.
Делами и службой первоначально ведал Разрядный приказ, позднее Пушкарский, Стрелецкий и др. В Европейской России служилые люди «по прибору» были достаточно самостоятельными при решении своих внутренних дел, например, повлиять на назначения командиров. 

### Стрельцы

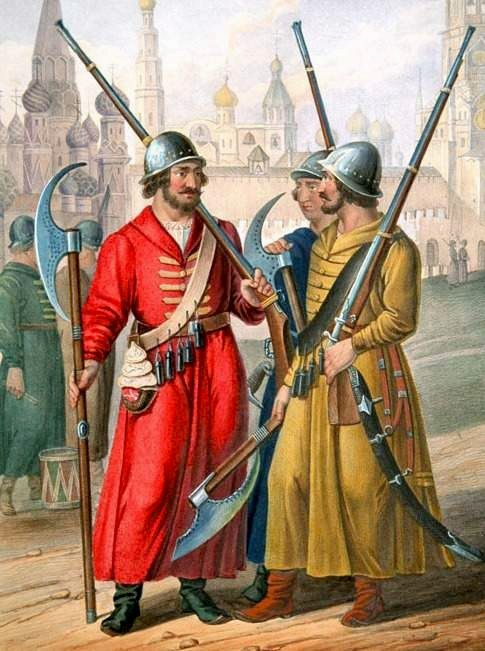
Стрельцы 1613 года

Упоминание «огненных стрельцов» в русском войске встречается, например, в 1505 году. В 1545 году Иван Грозный учредил личную охрану, которую назвал стрельцами, часть которых отправил в войска. В 1550 году созданы «выборные статьи» или отряды (стрелецкого гарнизона Москвы). Эту дату принято считать началом стрелецкого, первого постоянного войска в России. Московские стрельцы — не только участники всех важнейших военных кампаний, но и основатели целого ряда новых пограничных укреплённых пунктов — это московские служилые люди, которые внесли свой вклад в становление Российского государства.
В Москве и ряде других городов стрельцы были пешими, а например, в городах Нижнего Поволжья — пешие и конные стрельцы с различными жалованием и задачами. Конные стрельцы несли тяжёлую службу в разъездах (например, занимались сопровождением грузов по новой сухопутной дороге на Москву в 1663 году) и имели более привилегированное положение. Стрельцы делились на приказы в 500 человек (во главе — головы), приказы на сотни (командовали сотники), сотни на полусотни (пятидесятники) и на десятки (десятники). Стрельцы во время Ливонской войны находились в завоёванных городах, например, из летописного описания взятия Полоцка 3 февраля 1563 года:

Того же дни голова стрѣлецкой Иванъ Голохвастовъ съ сотники и съ стрѣлцы его прибору зажгли у острогу башню надъ Двиною-рѣкою, и въ ту башню стрѣлцы были его влѣзли и въ острогъ вошли.

Городовые стрельцы несли пограничную охрану и гарнизонную (оборонную) службу: в караулах по стенам, башням, у городских ворот, у правительственных учреждений (приказная изба, таможня и др.). Они отправлялись в уезды за нетчиками, на селитренные промыслы; для сопровождения послов, казны; стрельцов привлекали к исполнению судебных приговоров. В военное время назначались в войско целыми приказами или сотнями и участвовали в качестве пехоты, осадного войска при штурмах городов. В отличие от европейских мушкетёров, стрельцы могли вести бой и огневым, и холодным оружием, с возможностью самостоятельных действий. В XVII веке они стали наиболее боеспособной частью в русских вооружённых силах: были обучены военному делу, например умели задействовать различные укрытия как искусственные, так и естественные — на местности.
Городовым стрельцам полагалось денежное, хлебное и земельное жалование. Торговля и ремёсла сближали стрельцов с посадскими людьми, что позже объясняло их участие в городских бунтах XVII века. Административно-военными и судебными делами стрелецкого войска ведал Стрелецкий приказ, известный с 1571 года.

### Казаки

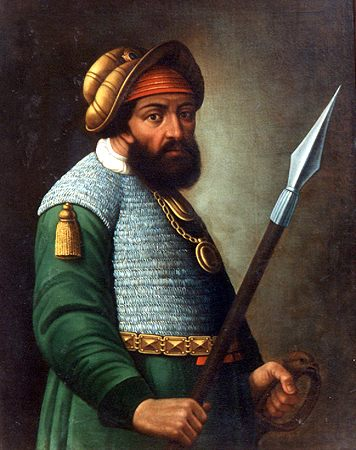
Портрет Ермака Тимофеевича Повольского. Русский художник конца XVII в. Масло, холст. Ставропольский краевой музей изобразительных искусств

Казачество формируется на рубеже XV—XVI веков из «гулящего люда», первоначально на южных окраинах московского, рязанского и литовского великих княжеств, собираясь в обособленные группы (коши) с общинными порядками (сохранились до XVII века). На систематической основе вольное казачество привлекается к охране рубежей Русского государства, а к XVIII веку превращается в сословие. Управлением войском занимался казачий круг, который также избирал войскового атамана.
Казацкое войско пополнилось татарской, чувашской и мордовской конницей после включения Казанского и Астраханского ханств в состав Русского царства. При этом новые национальные структуры сохраняли своё командование (мурзы или князья) и отдельную десятичную систему деления в составе русского войска.
Отряды казаков несли пограничную службу, ходили в военные походы, охраняли посольства, торговые караваны, получая от государства жалование денежное, земельное и так необходимым им сырьём — ямчугой и свинцом. За посылочную и разъезжую службу боярину и атаманам — по рублю денег и по сукну доброму, а казакам из их станицы, кто был с ними — по рублю денег да по фунту свинца на человека.
Городовым казакам (именно они относились к классу служилых людей: были зависимы и учреждены правительством) наделы выдавались в пограничных городах с помощью на постройку дворов (равную со стрельцами). После поселения городовые казаки носили название этих городов, находясь «в приборе» (прибор — отряде в 500 человек) у казацкого головы, который подчинялся в свою очередь городовому воеводе или осадному голове. Городовые казаки освобождались со своими семействами от всех податей, иногда награждались денежным жалованием, вооружение же и лошадей должны были иметь на свой счёт.
В конце XVI века была сделана попытка ограничить вольных казаков в правах и торговле. Они участвовали как в крестьянской войне XVII века, так и в покорении ханств. Осевшие на реке Яик, ставшие уральскими, казаки с 1591 года начали служить в рядах русского войска. Волжские казаки (около 600 человек) под командованием Ермака, положили начало сибирским казакам, а осевшие на Тереке — терскому казачьему войску (гребенские казаки).
Набор на государственную службу в городовые «ратные» казаки шёл не только из вольных охочих людей, но и из тяглового населения, что сближало их с другими приборными служилыми людьми. Управление городовыми казаками вёл Стрелецкий приказ, на юге вместе с Разрядным приказом, а Посольский приказ занимался сношениями с вольным донским и другим казачеством, которые официально не состояли на постоянной государственной службе. При формировании служилого населения привлекали также на казачью службу мордву, татар и др.

### Служилые люди «у наряда»

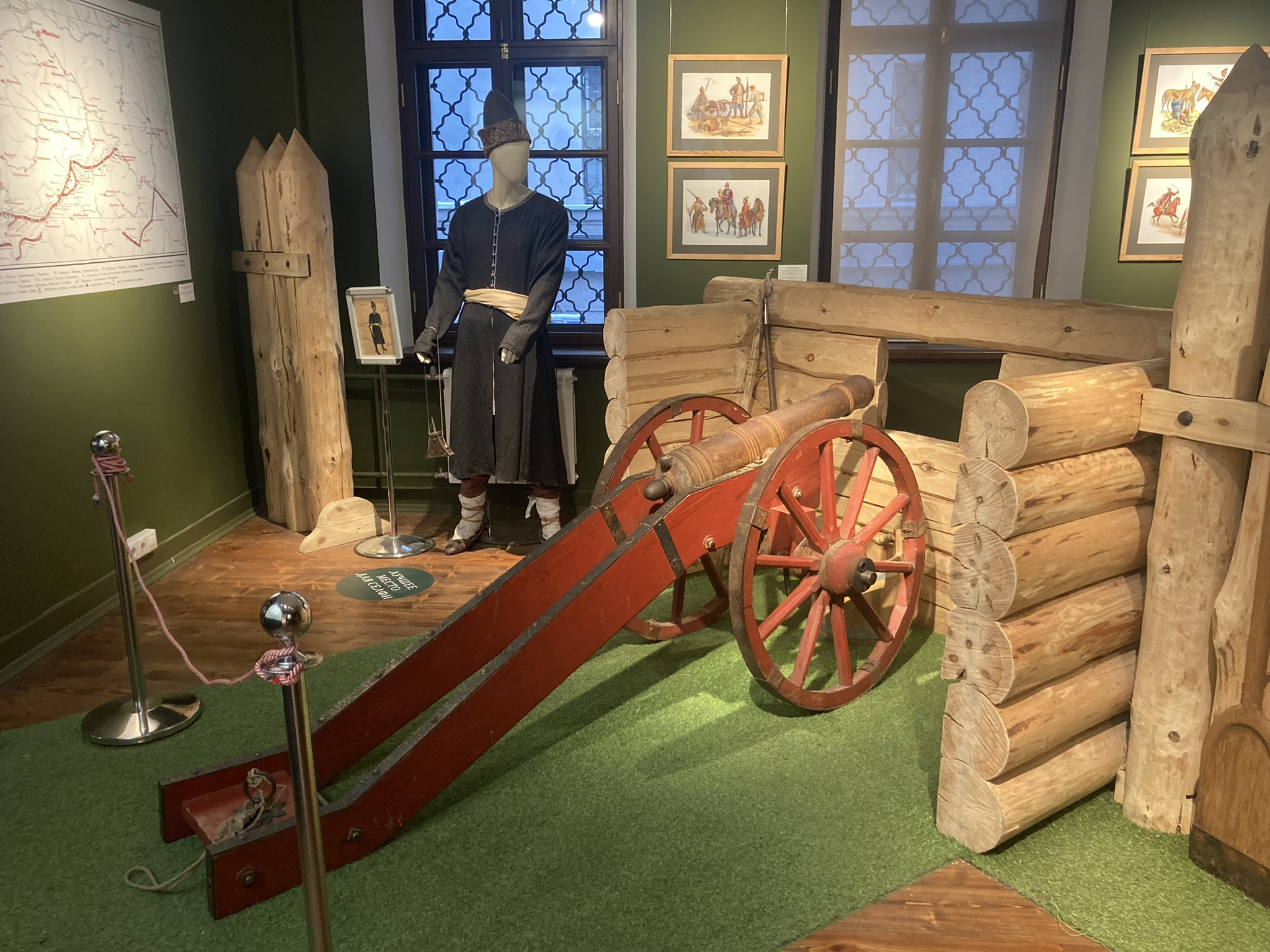
Пушкарь и чугунная русская пищаль (пушка) с ядрами калибром 2-фунта (гривенки) стрелецкого приказа в остроге (современная реконструкция). Музей «Стрелецкие палаты»

Служилыми людьми «у наряда» называли служилый персонал артиллерии (пушкари, пищальники-затинщики, воротники, плотники и кузнецы), который значительно разросся благодаря развитию военной техники (переход от кованных орудий к их литью в течение XV столетия). В пушкарское сословие набирались люди из посадского и городского населения в целом. Например, в г. Торопец в 1540 году имелось 5 пушкарей, один пушкарь имел лавку в большом ряду.

## Награды

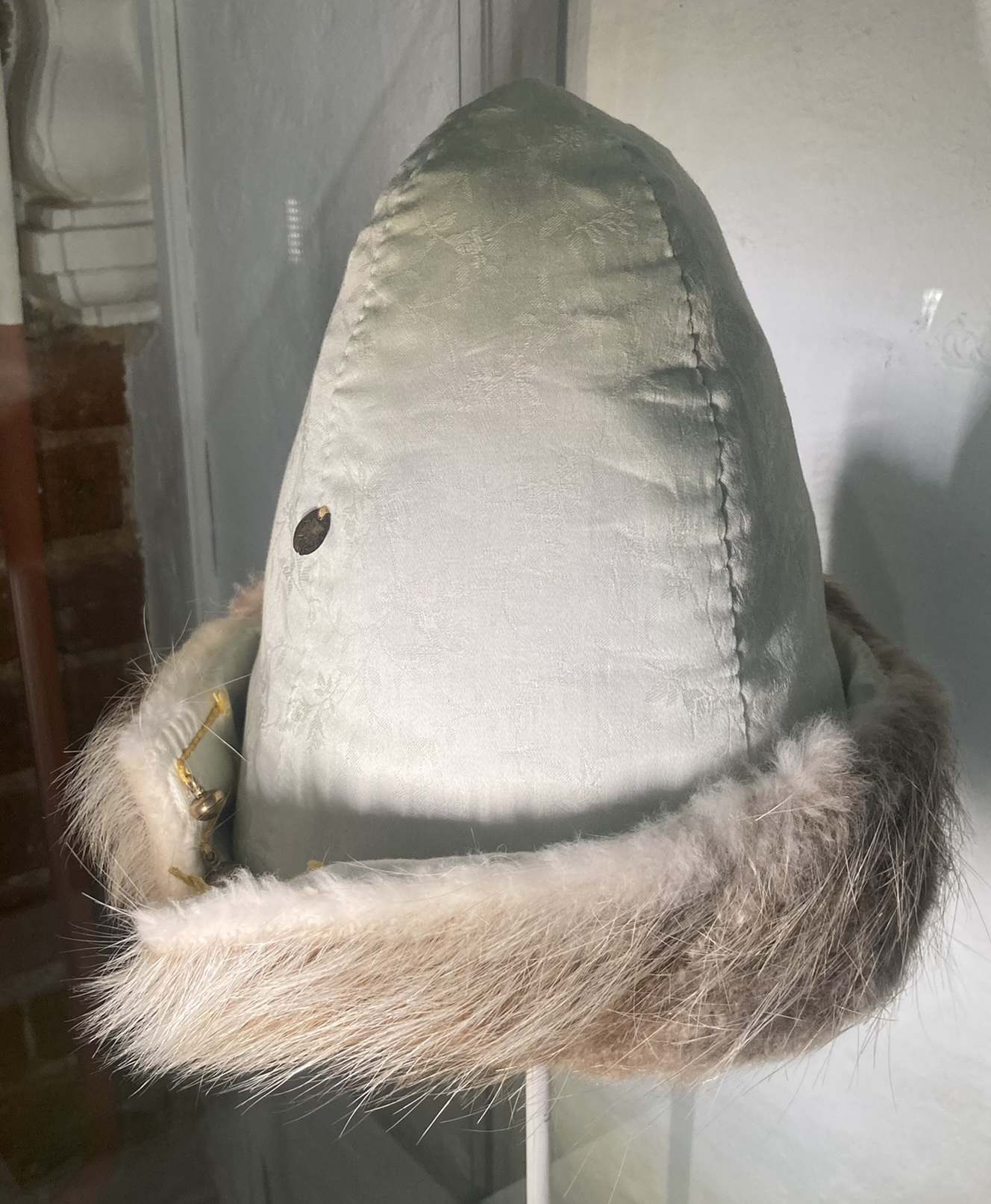
Современная реконструкция шапки XVII века с наградной копейкой. Хлопок, лён, мех бобра, серебро, золочение. Музей «Стрелецкие палаты»

В XVI веке пожалование золотыми была наиболее распространённая награда: кому жаловали московку золочёную, чаще золотую, кому золотой угорский; корабельный; золотой португальский. Также жаловали званиями «слуга», городами и пригородами, вотчинами и поместьями, шубами, золотыми цепями (на «чепь золоту»), сосудами (например, кубок с золотой чаркой).
За военные походы бояр и воевод, стрелецких голов и иных военачальников награждали деньгами, ценными вещами, тканями и мехами: по 10 аршин атласу и «за ковши деньгами по одиннатцати рублев по тринатцати алтын по две деньги»; золотыми московками; «государева жалованья чарка в 5 рублёв, камка добрая, 40 соболей в 20 рублёв».
В 1594 году Царь Федор Иванович издал указ о жаловании за убытки на сторожевой службе, где были изложены все вознаграждения: 

...Путивльским, и Ливенским, и Елецким станичным головам, и станичникам, и вожам за службу, и за изрон, и за полон давати свое Государево жалованье за конь по 4 рубли, а за мерин по 3 рубли; за которого станичника или вожа на поле в станице убют; и за его службу, и за убийство, и за изрон давати Государево далование, женам и детям их по 4 рубли; ...

Стрелецкий голова в Саратове Никифор Михайлович Кошелев, отличившись на службе, получал дважды награды от правительства: 
- 10 аршин камки куфтерю лазоревого из Казанского дворца, пo 30 пo 5 алт. аршин (за поход на Крымской стороне 1628 г.)
- 10 аршин камки куфтерю черленого (особый вид шелка с золоченым парчовым узором), по рублю аршин; 4 аршин сукна лундышу вишневого, по рублю по 6 алт. по 4 денги аршин («за казачью Волскую службу» 1629 г.).

В 1655 г. за «Саратовское городовое дело» (перестройку и укрепление города) были награждены саратовские служилые люди по отечеству: Петр и Лука Климовы, Семен Татьянин и Федор Слузов придачами к денежному окладу по рублю, а также дополнительно хлеба по Указу. В 1656 году Петр Климов был награждён «за Калмыцкую службу» придачей в размере 1 рубль и по одной четверти ржи и овса. В 1673 г. служилый человек Иван Микулин был награждён за «Калмыцкую посылку» (речь может идти о посольском деле, когда саратовцы отправлялись
вести переговоры с калмыками, либо сопровождали русских послов к калмыкам. В это время действовал договор с ханом Аюкой, и калмыки жили в мире).
В 1666 году за «городовое дело» (вероятно, строительство крепости) были награждены саратовские стрельцы (после подачи челобитной). Рядовые стрельцы по случаю рождения царевича Иоанна Алексеевича были жалованы «киндяками».
В честь капитуляции 19 июля 1696 года турецкого гарнизона города Азова, участники похода — все солдаты и стрельцы были пожалованы золотыми московками.

## Отношения с церковью
Правительство запрещало верстать в поместную службу, наряду с тяглыми людьми, поповских детей, холопов и монастырских слуг (но не воспрещало особо вносить в дворянские списки служилых людей низшего разряда: стрелецких, казацких, солдатских детей). Согласно Уложению 1649 года в интересах тяглых и служилых людей была отписана на государя незначительная часть церковных имуществ и введено ограничение на их увеличение (вследствие быстрого роста количества церковных земель). При пострижении служилых людей в монахи, у вотчинников этим же Уложением было отнято право отдавать вотчины в монастыри, запрещалось покупать и принимать в заклад вотчины высшему духовенству, а также принимать такие вотчины даже временно «в монастырь по духовной».

Кто из тех людей ...духовных.. отпустит своего сына на службу в солдаты, или в рейтары, или в приказ подьячим и иным царским человеком, а те их дети от малые чести дослужатся повыше и за службу достанут себе поместья и вотчины и от него пойдет дворянский род.

В 1649 году наряду с сокращением числа архиерейских детей боярских, владевших вотчинами, правительство разрешило по-прежнему состоять на службе у церковных властей — только «изстаринным, природным детям боярским», исстари служившим патриарху, митрополитам, архиепископам или епископам; все же остальные архиерейские дворовые слуги, владевшие вотчинами, «неслужилых отцов дети и не природные дети боярские» были зачислены в класс государевых детей боярских, с обязательством нести дворянскую «службу с городом».

## Холопы
Преобладающие (% — по новгородским книгам старых крепостей конца XVI века):
- Старинные (19,3 %);
- Полные (27,7 %);
- Докладные (2,4 %);
- Кабальные (50,6 %).

Другие:
- Долговые (искуп);
- Жилые (служба по жилой записи, срочной или бессрочной) — эта категория является спорной[111];
- Добровольные (близкие по положению с вольными людьми[112]);
- Холопы по плену;
- Купленные (по купчим грамотам).

В некоторых духовных, деловых и других документах (актах) термин «служилые люди» на протяжении XV—XVII вв. служил синонимом кабальных холопов (людей).
Правительство разрешало брать в «приборные» войска беглых крестьян и холопов с выдачей за них компенсации помещикам — 20 руб. за семейного и 10 руб. за холостого согласно Уложению 1649 года. После жалоб помещиков Центральной России, 5 марта 1653 года издан указ о запрете возврата крестьян и бобылей, если они бежали до 1649 года, чтобы не опустошать границу.
Американский историк Ричард Хелли рассматривал три группы, которые взаимодействовали между собой при появлении (социальная потребность) и изживании института холопства:
- холопы и люди, становившиеся холопами (похолопляемые);
- холоповладельцы;
- государство (политика в отношении холопов).

Проводя сравнительный анализ, Ричард Хелли делает вывод, что холопы в России находились в лучшем положении, чем аналогичное сословие в других странах: они могли иметь собственность, включая в том числе подчинённых (которых они не могли продавать, как рабов); участвовать в суде от своего имени и от имени господина; принимать активное участие в общественной жизни и вели жёсткую борьбу за свои права. Холопы работали как слуги на дома, привлекались к военному делу, к ремеслу, торговле, к управлению, а также к сельскому хозяйству.
Боевые холопы, наряду с дворянами и детьми боярскими, становились, на примере смотра 1622 года новгородских служилых городов, на дальнюю полковую конную службу и формировались в следующие группы:85—86:
- служилых холопов (на коне и вооружённых);
- холопов с господскими запасными («простыми») лошадьми;
- кошевых холопов (для обозной, заградительной службы).

Для избавления от государственного тягла посадские или черносошные тяглецы переходили на службу к светской или духовной знати «по кабалам...» и становились закладчиками, а не городским типом холопов.

## Государевы люди
Для усиления централизованной власти и борьбы с государственной изменой Иван Грозный начал формировать особые отряды людей государевых (опричных от слова «опричь» — «особо») из мелкопоместных служилых людей — из дворян и детей боярских, а затем из стрельцов и казаков.
С 1565 года для управления были созданы особые органы управления в Александровской слободе, позже сформированные в опричный Разрядный приказ, а после упразднения опричнины в 1572 году, переименованный в дворовый.

### Энциклопедии
- Служилые люди : [арх. 15 июня 2024] // Сен-Жерменский мир 1679 — Социальное обеспечение [Электронный ресурс]. — 2016. — С. 458. — (Большая российская энциклопедия : [в 35 т.] / гл. ред. Ю. С. Осипов ; 2004—2017, т. 30). — ISBN 978-5-85270-367-5.
- Служилые люди // Сигишоара — Соки. — М. : Советская энциклопедия, 1956. — С. 374. — (Большая советская энциклопедия : [в 51 т.] /  гл. ред. Б. А. Введенский ; 1949—1958, т. 39).
- Служилые люди // Военная энциклопедия: В 8 томах / Пред. Главной ред. комиссии С. Б. Иванов. Продовольственная служба — Таджикистан. — М.: Воениздат, 2003. — Т. 7. — С. 520. — 735 с. — 10 000 экз. — ISBN 5-203-01874-X.

- Служилые люди // Новая российская энциклопедия / Гл. ред. А. Д. Некипелов, В. И. Данилов-Данильян. — М.: Энциклопедия, Инфра-М, 2015. — Т. XV (1). Сент-Китс и Невис — Соединённые. — С. 340. — ISBN 978-5-94802-061-7.
- Служилые люди // Советская историческая энциклопедия : в 16 т. / под ред. Е. М. Жукова. — М. : Советская энциклопедия, 1971. — Т. 13 : Славяноведение — Ся Чэн. — 1024 стб.

### Книги
- Беляев И. Д. О сторожевой, станичной и полевой службе на польской украйне Московского государства, до царя Алексея Михайловича / Сочинение И. Беляева. — Москва: Университетская типография, 1846. — 86 с. — (Из № 4 Чтений в Императорском Обществе Истории и Древностей Российских 1846 г.).
- Боярские списки последней четверти XVI — начала XVII в. и роспись русского войска 1604 г.: Указатель состава государева двора по фонду Разрядядного приказа / Сост. С. П. Мордовина, А. Л. Станиславский, отв. ред. д.ист.н. проф. В. И. Буганов. — Москва: ЦГАДА, 1979. — Т. Ч. 1. — 341 с. — (Памятники отечественной истории).
- Белоусов М. Р. Боярские списки 1645—1667 гг. как исторический источник / Отв. ред. М. Е. Бычкова. — Казань: Институт истории АН РТ, Казанский государственный университет им. В. И. Ульянова-Ленина, 2008. — Т. 1. — 315 с. — (Памятники отечественной истории). — ISBN 978-5-94981-112-2.
- Ключевский В. О. История сословий в России. Лекции Ордин. Проф. В. О. Ключевского. — Москва, 1887. — 196 с.
- Козляков В. Н. Служилый «город» Московского государства XVII века (От Смуты до Соборного уложения). — Ярославль, 2000. — 208 с.
- Никитин Н. И. Служилые люди в Западной Сибири XVII века / Отв. ред. О. Н. Вилков, А. А. Преображенский. — Новосибирск: Сибирское отделении Наука. Института истории, филологии и философии АН СССР, 1988. — 254 с. — ISBN 5-02-028971-Х.
- Павлов-Сильванский Н. П. Государевы служилые люди: происхождение русского дворянства. — СПб.: Государственная типография, 1898. — 330 с.
- Павлов-Сильванский Н. П. Государевы служилые люди. Происхождение русского дворянства. — Ленанд, 2015.
- Ракитин А. С. Казаки Данкова на государевой службе во второй половине XVI—XVII вв.. — Воронеж: АО «Воронежская областная типография», 2018. — 168 с. — ISBN 978-5-4420-0615-5.
- Середонин С. М. Известия иностранцев о вооруженных силах Московского государства в конце XVI в.. — СПб..: Издание редакции журнала «Библиограф» Н. М. Лисовского, 1891.
- Чернов А. В. Вооружённые силы Русского государства в XV—XVII вв. С образования централизованного государства до реформ при Петре I / Ред. полковник Д. В. Панков. — М.: Воениздат, 1954.

### Статьи
- Беляев И. Д. О русском войске в царствование Михаила Фёдоровича и после его, до преобразований, сделанных Петром Великим. Историческое исследование действ. чл. Императорского Общества Истории и Древностей Российских И. Беляева. — М., 1846.
- Бродников А. А. О защитном вооружении служилых людей Сибири в XVII веке // «Вестник НГУ».. — Новосибирск, 2007. — Т. 6, № 1. — С. 10—15. — ISSN 1818-7919.
- Кадерова Т. Н. Служилые люди «по прибору» в Мордовском крае и их участие в Гражданской войне 1670 —1671 гг. // Социальные конфликты в России XVII—XVIII веков: Материалы Всероссийской научно-практической конфенренции (г. Саранск, 20—22 мая 2004 г.)  / Отв. ред. В. А. Юрченков. — Саранск: НИИ гуманитарных наук при Правительстве Республики Мордовия, 2005. — С. 310—315. — ISBN 5-900029-09-3.
- Миронов Б. Н. History of Kholopstvo in Russia in the Interpretation of an American Historian = История холопства в Росcии в освещении американского историка // История СССР  / Институт истории АН СССР, гл. ред. И. Д. Ковальченко. — Москва: Наука, 1984. — № 3. — С. 194—206.
- Новосельский А. А. Правящие группы в служилом «городе» XVII в. // Учёные записки Института истории РАНИОН. — 1928. — Т. 5.
- Новосельский А. А. Распад землевладения служилого «города» в XVII в. (по десятням) // Русское государство в XVII веке: новые явления в социально-экономической, политической и культурной жизни. — М.: Изд-во АН СССР, 1961. — С. 231—253.
- Петрухинцев Н. Н. State servicemen “po priboru” from Southern Russian Towns and the millitary reform of Aleksey Mikhailovich (examplified by state-service “Towns” of Lipetsk region) = Служилые люди «по прибору» южных городов России и военная реформа Алексея Михайловича (на примере служилых «городов» Липецкого края) // Гуманитарные исследования Центральной России. — Новосибирск, 2018. — № 3 (8). — С. 21—43. — doi:10.24411/2541-9056-2018-00029.
- Рабинович Я. Н. Hereditary Servicemen in the Left-bank Saratov = Служилые люди по отечеству в левобережном Саратове // Известия Саратовского университета. Новая серия. Серия История. Международные отношения. — Саратов, 2018. — № 1. — С. 102—113. — doi:10.18500/1819-4907-2018-18-1-102-113.
- Рабинович Я. Н. Recruited Servicemen (Streltsy, Cannoneers, Gatesmen) in the Left-bank Saratov = Служилые люди по прибору (стрельцы, пушкари, воротники) в левобережном Саратове // Известия Саратовского университета. Новая серия. Серия История. Международные отношения. — Саратов, 2018. — № 2. — С. 232—241. — doi:10.18500/1819-4907-2018-18-2-232-241.
- Романов М. Ю. «On the Battles they Fought, not Sparing their Own Heads…» (The Experience of Reconstructing the History of the 18th Moscow Strelets Regiment = «И на боях бились, не щедя голов своих. . . » (опыт реконструкции истории 18-го московского стрелецкого полка) // Известия Саратовского университета. Новая серия. Серия История. Международные отношения. — Саратов, 2020. — № 2. — С. 149—160. — doi:10.18500/1819-4907-2020-20-2-149-160.  Статья доступна по лицензии CC BY-SA 4.0